# أسرة برغونية البرتغالية
أسرة برغونية البرتغالية أو بيت ألفونسو هو فرع من سلالة الكابيتيون التي تحكم فرنسا، الفرع هذا ينحدر من هنريك كونت البرتغال، الذي يعتبر الابن الأصغر لوالده هنري البرغوني الذي توفي قبل أن يرث دوقية روبرت الأول دوق برغونية الابن الأصغر لملك فرنسا روبرت الثاني ابن أوغو كابيه.

## التاريخ

### ملاحمة قبل الحكم
أصبح هنري  الفرنسي دوقاً برغونية قبل أن يصبح ملكاً فتمرد هو شقيقه روبرت ضد والدهما روبرت الثاني وبذلك أصبح هنري الملك، وقبل أن يصبح روبرت متمردا ويطالب بحصته من العرش تنازل أخيه عن الدوقية له وأصبح دوقا على برغونية وأصبح هنري ابنه وريثه ولكنه توفي قبل والده، فانتقلت الورثة إلى أبنائه الكبار هيو وأودو وكانت فرصة هنريك ضئيلة في وراثة الدوقية، ومما ذهب إلى قشتالة عند عمته التي كانت عقيلة الملك ألفونسو السادس ملك قشتالة وتزوج من ابنته غير الشرعية تيريزا وانضم في صفوف جيوش حروب الاسترداد وكفاها الملك بإقطاعية البرتغال التي كانت جزء من مملكة ليون وكان أول كونت لبرتغال من أسرة برغونية وخلفه ابنه البكر أفونسو أنريكي كونتاً على البرتغال ولاحقاً أصبح أول ملكاً على البرتغال بعد أن حقق استقلال من قربيه ملك ليون ألفونسو السابع.

### ملوك البرتغال

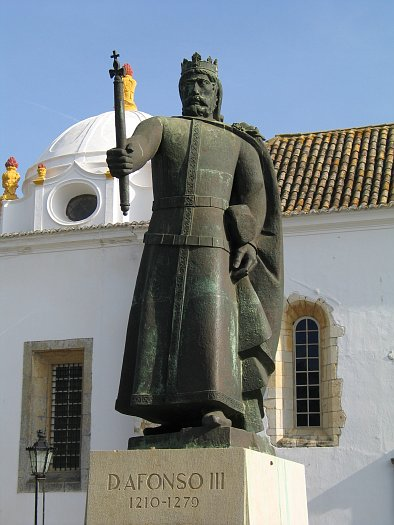
تمثال ألفونسو الثالث بمدينة فارو التي كانت أخر معقل المسلمين في جنوب البرتغال

استطاع كونت ألفونسو الأول أن يصبح ملك البرتغال عام 1139 كان هدفه التوسع نحو الشمال إلى منطقة الجاليكية الحدودية بعد صراع طويلة بينه وبين الممالك المجاورة (قشتالة وليون)؛ أصبحت روما وأراغون من أولى ممالك اعترافا باستقلالها، وخلفه ابنه سانشو الأول الذي صب اهتمام نحو الجنوب ودخل في نزاع مع المسلمين وفتح شلب التي كانت مدينة مهمة في الجنوب البرتغالي ولكن استعدت من قبل الموحدون عام 1191 ولكن البرتغاليون استطاعوا من فتح الجنوب وإسقاط أخر مدينة في الجنوب فارو عام 1249 وأصبح الملك ألفونسو الثالث أول ملك يحمل لقب ملك البرتغال والغرب ولكن الممالك المجاورة لم ترضَ بهذا الانتصار إذ نسبت هذه المناطق إليها وليس للبرتغال ولقد رسمت حدود البرتغال عام 1297 من خلال معاهدة مع الدول المجاورة وقام نجله دينيس ملك البرتغال في تطوير البلاد.

### الزوال
كان فرناندو الأول أخر ملوك من هذه الفرع الأكبر عند وفاته في 1383 لم يكن لديه وريث ذكر ترك زمام أمور في أيدي عائلته (زوجته وابنته وصهره) بسرعة تولى زوجته ليونور تيليس دي مينيزيس الوصاية على ابنته بياتريس البرتغالية البالغة من عمر العاشرة وهي متزوجة من خوان الأول ملك قشتالة قبيل وفاة والدها الملك بخمس شهور تقريبا حيث كان سعيد في أن يصبح الملك البرتغال ولكن الأمير جواو سرعان ما أعلن التمرد باغتيال عشيق الملكة الأم مما دخلت البلاد في حرب الخلافة، قاد خوان الأول جيشه في أواخر عام 1383 أصبحت المعارك في البلاد بين كر وفر وفي عام 1385 حدثت معركة ألجوباروتا الحاسمة التي انتصر فيها البرتغاليون المتمردون بقيادة جواو أفيس الذي أصبح ملك البرتغال ومؤسس أسرة أفيز تعتبر هذه أسرة الامتداد لها من خط الذكور إذ أن جواو الأول هو ابن غير الشرعي لبيدرو الأول ملك البرتغال.

## الحكام
1. أفونسو الأول - الفاتح - (1139-1185).
2. سانشو الأول - ملك شلب - (1185-1211).
3. أفونسو الثاني - البدين - (1211-1223).
4. سانشو الثاني - الحكيم - (1223-1248).
5. أفونسو الثالث - ملك الغرب - البولوني - (1248-1279).
6. دينيس (1279-1325).
7. أفونسو الرابع - الشجاع- (1325-1357).
8. بيدرو الأول - القاسي أو العادل - (1357-1367).
9. فرناندو الأول - الوسيم أو متقلب - (1367-1383).
10. بياتريس (1383).